# Bezirksmuseum Favoriten

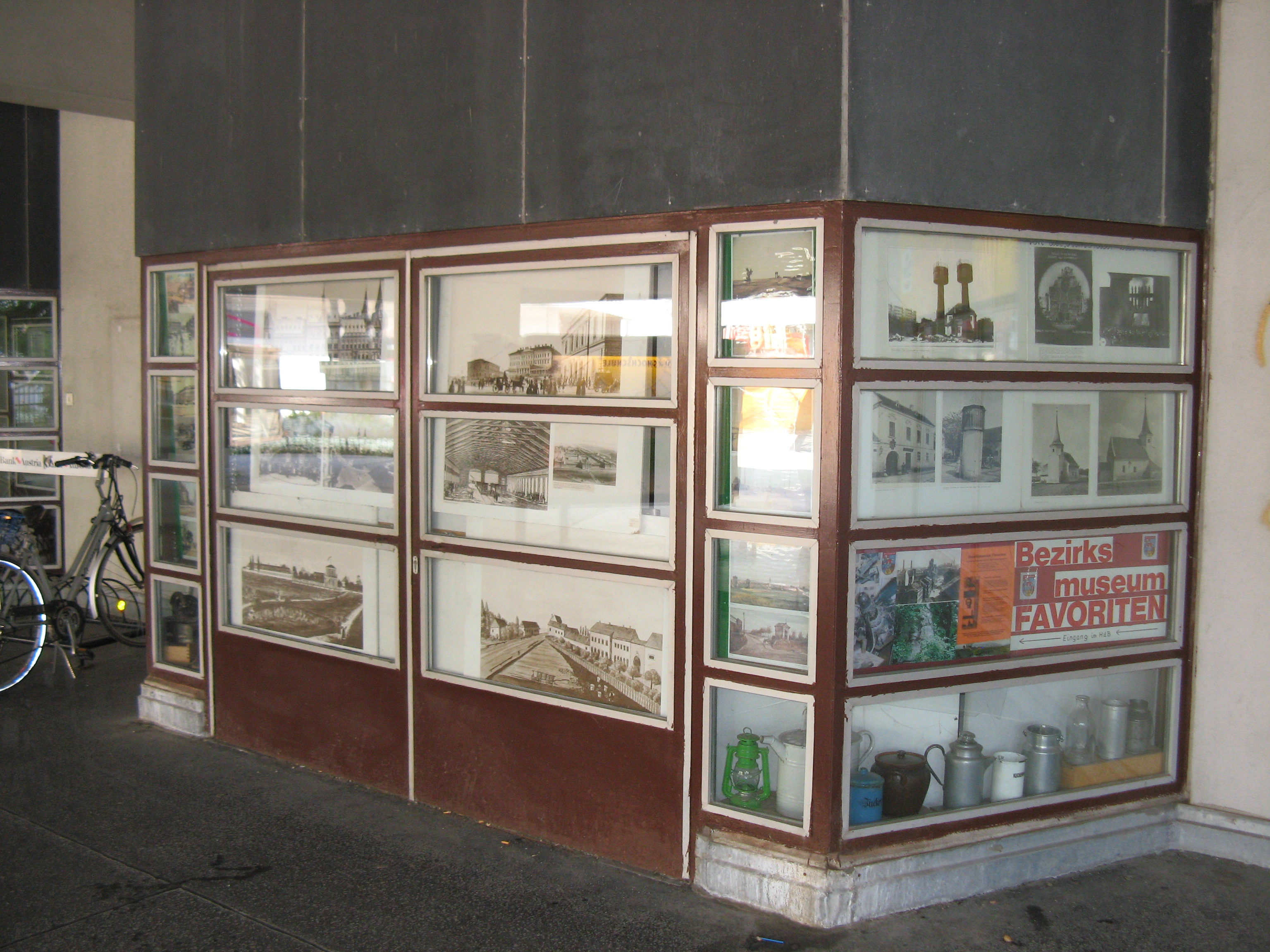
Bezirksmuseum Favoriten

Das Bezirksmuseum Favoriten ist das Bezirksmuseum und Heimatmuseum des 10. Wiener Gemeindebezirks Favoriten. Es zählt zu den kleineren Bezirksmuseen und ist an der Adresse Ada-Christen-Gasse 2 C untergebracht. 
Das Bezirksmuseum hat seine Wurzeln in der Zwischenkriegszeit. 1934 trat ein Gründerkomitee zusammen, 1938 bekam es zwei Klassenräume in einer Schule als Depot. Nach 1945 fanden gelegentlich Ausstellungen statt. Erst 1978 erhielt das Bezirksmuseum Favoriten eigene Räumlichkeiten im „Haus der Begegnung“ in der Per-Albin-Hansson-Siedlung Ost. 
Der Schwerpunkt der Sammlung liegt im Bereich Geologie und Paläontologie. Auch die historisch bedeutsame Ziegelerzeugung und die mit ihr verbundenen Migrationsströme („Ziegelböhm“) werden gewürdigt. Zu den Ausstellungsstücken zählen unter anderem die Originalfiguren der Spinnerin am Kreuz und das Beschornerkreuz. Es wird auch ein historisches Klassenzimmer gezeigt. Das Museum veranstaltet auch Führungen durch den Grabsteinhain im Waldmüllerpark (dem ehemaligen Matzleinsdorfer Friedhof) und unterhält eine Außenstelle bei der Johanneskirche Unterlaa (domus devomari). 
Das Original des Beschornerkreuzes steht jetzt im Bezirksmuseum und wurde am alten Standort in der Favoritenstraße durch eine Kopie ersetzt.